# Beliál
Beliál (héber eredetű név, jelentése: értéktelen, haszontalan, gonosz), az Ószövetség szerint egyenlő a Sátánnal, néhány történet hiedelem szerint azonban külön lényként, szellemként írja le.
Beliál a hazugság és a csalás gonosz szelleme. A kapzsiság és árulás sem áll messze tőle. Bizonyos hiedelmek szerint ő volt az, aki megszállta Júdás apostolt, hogy elárulja Jézust, ő szállta meg Káint, ő volt a Légió.
Beliál hatalmas és gonosz szellem, nehéz neki ellenállni. Látható alakja az angyalokhoz hasonlóan csak akkor van, ha ő is akarja. Képes bármilyen formában megjelenni a Földön. 
Legyőzni csak Mihály arkangyal képes.
Imádsággal, böjttel és az Istenbe vetett hittel távol lehet tartani.
Eredetileg ő is angyal lehetett, aki Lucifert követve Isten akarata ellen lázadt.
Gyakran különböző hozzátételekkel együtt fordul elő az Ószövetségben: „fiai” (Bír 19:22), „gyermekei”, „vizei” (2Sám 22:5), „népe” (2Sám 23:6), de fordítástól függően van, ahol „semmirekellő emberként” szerepel (MTörv. 13,14; 1Sám 2:12).
A mitológiában szarvval rendelkező, emberarcú, sasszárnyú, bikalábú alakként ábrázolják.